# Hermannia trifoliata
Hermannia trifoliata är en malvaväxtart som beskrevs av Carl von Linné. Hermannia trifoliata ingår i släktet Hermannia och familjen malvaväxter. Inga underarter finns listade i Catalogue of Life.